# 井垣久次
井垣 久次（いがき ひさじ、1910年 - 1996年）は、日本の経営者、元京王百貨店常務取締役。京都府京都市出身。官立旧制和歌山高等商業学校（現和歌山大学経済学部）卒業。
全国初の駅弁大会および元祖有名駅弁と全国うまいもの大会の企画発案者として知られる。

## 経歴
- 1910年 京都府京都市生まれ
- 官立旧制和歌山高等商業学校（現和歌山大学経済学部）卒業
- 1931年 髙島屋入社
- 1953年 髙島屋大阪本店にて日本初の駅弁大会の企画開催
- その後、髙島屋提携先の京王百貨店にて常務取締役に就任
- 1966年 京王百貨店新宿店にて元祖有名駅弁と全国うまいもの大会を企画開催
- 1996年 逝去